# Martes martes
A marta (Martes martes) é um mamífero carnívoro da fauna portuguesa da família dos Mustelídeos.

## Descrição física
A marta tem uma estrutura típica dos mustelídeos, com a cabeça larga e
inclinada, orelhas pequenas e redondas, corpo comprido, patas curtas (com cinco dedos
em cada uma das patas) e uma cauda comprida (Castells et al., 1993).
Geralmente a coloração dorsal é castanho-escuro e na zona ventral a pelagem é
mais clara (podendo mesmo ser branca). A coloração nas patas é mais escura do que no
resto do corpo e estas são totalmente cobertas por pelos. Os olhos e o nariz são
igualmente negros. No Verão, a coloração poderá ser mais clara (Castells et al., 1993).
Não há a presença de dimorfismo sexual. Os juvenis são similares aos indivíduos
adultos (Castells et al., 1993; Labrid, 1986).

## Habitat e ecologia
A marta é uma espécie que ocupa florestas e grandes bosques com Coníferas
(pinheiros e abetos), pois, encontram alimento disponível e abrigos essenciais para a sua
sobrevivência (Castells et al., 1993; Labrid, 1986). Estudos relativos à Grã-Bretanha
indicam que esta espécie apesar de optar por ocupar florestas, poderá também explorar
habitats rochosos (Birks, 2002).
A marta ocupa preferencialmente áreas de altitudes entre os 1.600 e 2.200 m,
com bosques maduros ou de médio porte em que a cobertura das copas ultrapassa os
56% (Cabral et al., 2005; Ruiz-Olmo e López-Martin, 2001). Porém, pode ser também
encontrada em regiões de baixa altitude (Castells et al., 1993).
A sua dieta é predominantemente carnívora, alimentando-se de roedores como
ratos, ratazanas e esquilos. Pode-se alimentar também de répteis, coelhos-bravos, lebres, aves (de menor tamanho que o seu), anfíbios e mel. As carcaças de outros animais também fazem parte da dieta de Inverno da marta (Kranz et al., 2008; Castells et al.,1993).
A marta é um mamífero solitário e Notívago, podendo ser avistada de dia na
época de acasalamento. Durante o dia, a marta geralmente está a dormir dentro de
árvores ocas ou em ninhos de árvores de rapina (Castells et al., 1993).
É uma espécie que não hiberna, tendo todos os sentidos muito desenvolvidos,
evidenciando-se a sua audição e o olfato. Está perfeitamente adaptada ao bosque,
graças a sua grande habilidade para trepar, saltar e viver nas árvores (Castells et al.,
1993).
Na época de acasalamento, os machos combatem entre si, podendo terminar na
morte de um deles. Após a escolha do macho, o casal permanece unido no solo durante
esta época (Kranz et al., 2008).
A marta não é muito procurada como presa, porém, poderá ser predada por
grandes águias de rapina e carnívoros de maior tamanho (Castells et al., 1993).

## Factores de Ameaça
As principais ameaças para esta espécie incluem perturbações de origem
antropogénica como a caça furtiva, colocação de armadilhas mortais, envenenamentos
acidentais, perda e fragmentação do seu habitat preferencial (bosques maduros),
plantações de florestas de produção e construção de infra-estruturas (Cabral et al., 2005;
Kranz et al., 2008).
A marta é caçada devido ao seu pelo em algumas regiões que habita. Também,
os trabalhos de controlo de outras espécies carnívoras resultam por vezes na morte da
marta (Kranz et al., 2008).

## Conservação
A marta está classificada com estatuto de conservação Pouco Preocupante (LC),
segundo a Lista Vermelha da IUCN (Kranz et al., 2008), devido a sua ampla
distribuição geográfica com grandes populações, a ocorrência em grande número em
áreas protegidas e devido a sua tolerância a eventuais modificações do Habitat.
A marta encontra-se listada no Apêndice III da Convenção de Berna (1979) e no Anexo
V da Diretiva Habitats, encontrando-se em diversas áreas protegidas da sua
distribuição geográfica. Encontra-se também protegida no Reino Unido pela «Wildlife
and Countryside Act» (Kranz et al., 2008; Castells et al., 1993).
Uma das medidas chave para a conservação desta espécie passa por favorecer e
preservar o seu habitat, nomeadamente através de estratégias de renovação da floresta
utilizando espécies Autóctones (como o pinheiro-bravo) e uma limpeza de matos para
evitar o risco de incêndio (Cabral et al., 2005). Igualmente é necessário que sejam
implementados planos de limitação de caça a esta espécie em toda a sua distribuição
geográfica (Kranz et al., 2008).